# Giro dell'Umbria 1939
Il Giro dell'Umbria 1939, quindicesima edizione della corsa, si svolse il 23 luglio 1939 su un percorso di 243 km con partenza e arrivo a Perugia. Fu vinto dall'italiano Giordano Cottur, che completò il percorso in 7h34'00" precedendo i connazionali Vasco Bergamaschi e Giovanni De Stefanis. Conclusero la prova 15 dei 57 ciclisti al via.

## Percorso
La corsa prese il via da Perugia e si avviò verso il Lago Trasimeno, transitando da Castiglione del Lago, Tuoro (km 63) e Passignano; rientrò quindi nel perugino e proseguì con la salita di Monteluce, la discesa a Ponte Felcino, la salita a Colombella e Casacce (km 121,7), il falsopiano di Mengara e la discesa a Gubbio (km 137). Da Gubbio nuova salita, alla Madonna della Cima, e discesa a Scheggia sulla via Flaminia, lungo la quale si transitò a Sigillo (km 159), Gualdo Tadino (km 171,6), Nocera Umbra (km 190) e Foligno; da Foligno si rientrò a Perugia, sede del traguardo, via Spello e Ponte San Giovanni.

## Ordine d'arrivo (Top 10)
| Pos. | Corridore            | Squadra       | Tempo    |
| ---- | -------------------- | ------------- | -------- |
| 1    | Giordano Cottur      | Lygie         | 7h34'00" |
| 2    | Vasco Bergamaschi    | Bianchi       | s.t.     |
| 3    | Giovanni De Stefanis | C.C. Venaria  | a 10"    |
| 4    | Ruggero Balli        | Olympia       | a 15"    |
| 5    | Michele Benente      | Olympia       | s.t.     |
| 6    | Francesco Patti      | Il Littoriale | a 30"    |
| 7    | Glauco Servadei      | Ganna         | s.t.     |
| 8    | Cesare Del Cancia    | Ganna         | s.t.     |
| 9    | Settimio Simonini    | Il Littoriale | s.t.     |
| 10   | Adolfo Leoni         | Bianchi       | a 55"    |